# Tarui
Tarui (japanska: 垂井町?, Tarui-chō) är en landskommun i Gifu prefektur i Japan. 